# Валенки

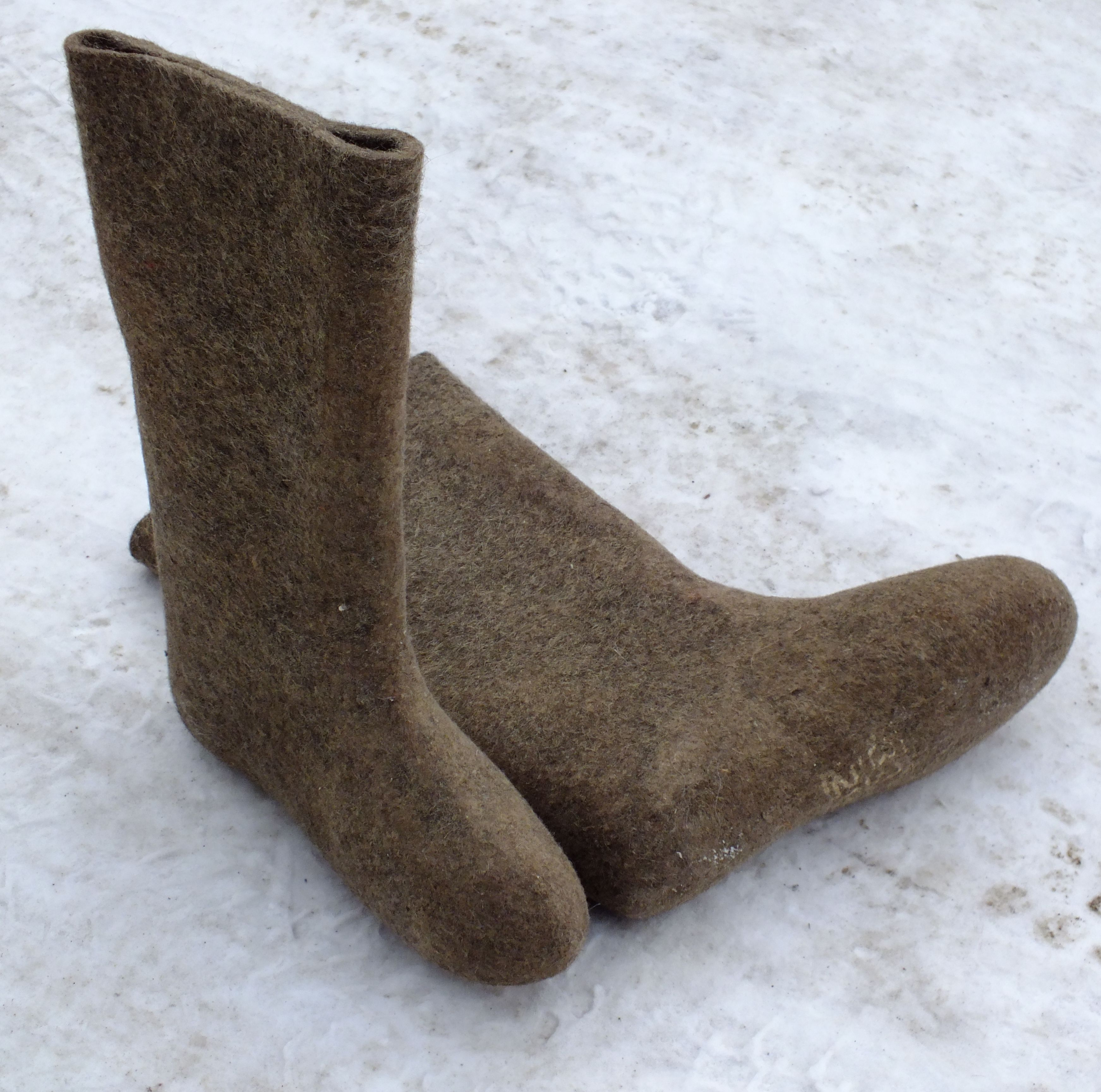
Валенки новые

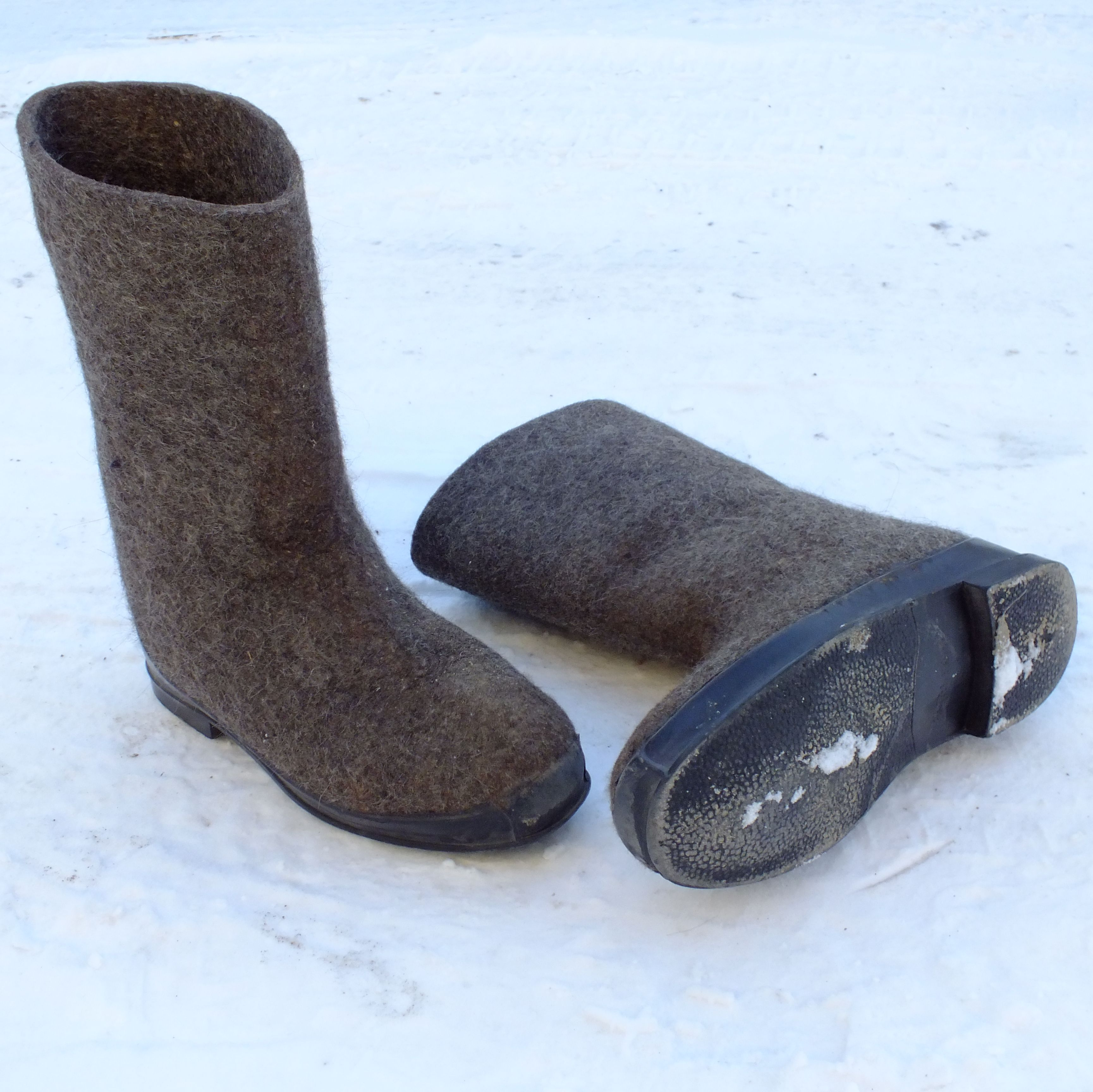
Валенки с резиновой подошвой

Ва́ленки — тёплые войлочные сапоги из смеси валяной овечьей, коровьей, козьей, кроличьей, верблюжьей и шерсти других животных, или из искусственной шерсти. Традиционная обувь европейской России и Северной Азии, которая используется для ходьбы по сухому снегу.
Для замедления снашивания валенки подшивают кожаной или резиновой подошвой или носят с галошами. В местностях с суровой зимой валенки подшивают войлоком, используя как материал голенища от старых валенок. Также выпускаются обрезиненные валенки. Традиционно валенки бывают коричневого, чёрного, серого и белого цветов, но в последние годы выпускаются валенки самых разных цветов.
Люди на производстве валенок традиционно называются пимокатами (раскатчиками, развальщиками войлока под формы обуви).
Валенки в Сибири подшивали войлоком или делали след из старых. Подошва прошивалась для крепости, однако не каждый умел это делать. Резину зимой не использовали, так как она замерзала и скользила.

## Описание, изготовление, разновидности
Шерстяные волокна имеют верхний чешуйчатый слой — кутикулу, благодаря ему волокна могут сцепляться друг с другом под воздействием горячей воды и пара. На этом основан принцип войлоковаляния.

Процесс изготовления валенок довольно длительный и требует определённых навыков. В кустарном производстве сырьём для изготовления валенок обычно служит овечья шерсть (так называемая литнина), или куски, снимаемые с овец летом. Сначала её освобождают от примесей — травинок, колючек — и разбивают, превращая в мягкую и пушистую массу. Чем больше в валенках литнины, тем они мягче. Из разрыхленной шерсти лепят будущую модель, тщательно следя за тем, чтобы стенки валенка вышли одинаковой толщины. Там, где стенки оказывались тоньше, их латали, добавляя тонкие шерстяные заплаты. 

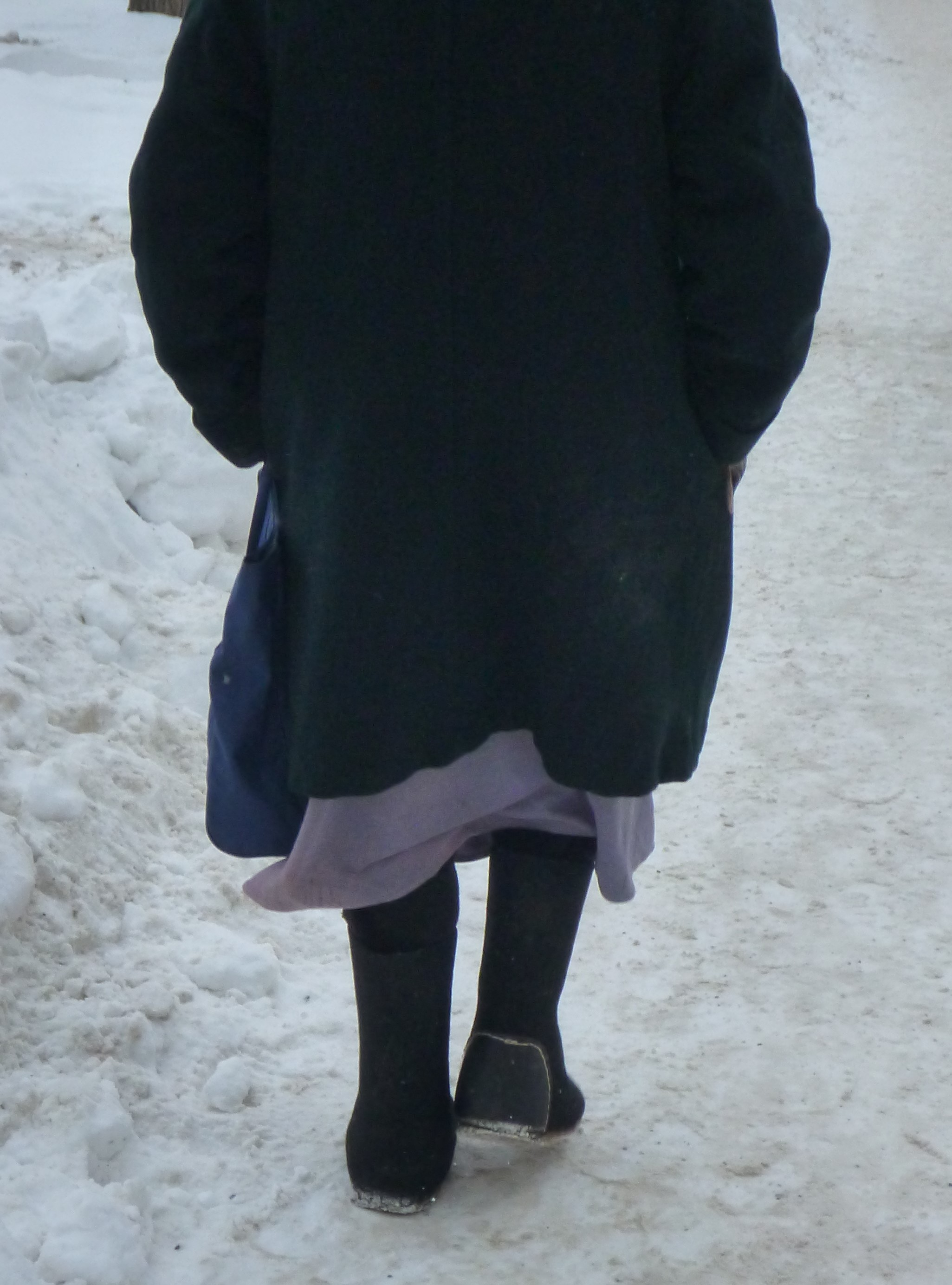
Пожилая женщина в валенках. Правый валенок подшит.

После того, как сформируется бесшовная модель будущего валенка, её накручивают на скалку, имеющую вид четырёхгранной палки, и долго валяют, раскатывают или катают. Отсюда происходит ещё одно название этой обуви, распространенное в Сибири, — катанки. Процесс катания чередуют с вымачиванием для большего уплотнения и усадки шерсти.
Только после такой процедуры войлочный сапог надевают на разборную деревянную колодку и исправляют деревянной колотовкой (киянкой). Затем поверхность валенка трут пемзой и ставят в печь для просушки. Для окончательной обработки высушенный валенок ещё раз натирают пемзой или деревянным бруском.
Кроме этой обычной технологии было множество разнообразных тайн изготовления валенoк. Так, для чернения войлока применяли квасцы, медный купорос и синий сандал, а для осветления мастер использовал белила, смешанные с парным молоком. Полученную смесь втирали до сухости в войлок и ставили в слабо натопленную печь «на свободный дух».
Традиционно  валенки имели естественный цвет самого войлока: коричневый, чёрный, серый или белый. С начала XXI века выпускаются крашеные валенки самых разных цветов (красные, синие, фиолетовые и другие). Некоторые изделия полируют, шлифуют и даже лакируют, предварительно пропитав войлок столярным клеем. Чтобы добиться водостойкости, используют каучук, растворенный в бензине. Отделка и формы валенок также могут значительно варьироваться — здесь и вышивка, и аппликация, а в последнее время даже стразы и разноцветное перо экзотических птиц.
Валенки изнашиваются быстрее снизу, — поэтому для борьбы с этим обувь часто подшивается кожей или другим прочным материалом; с этой же целью и против намокания носятся с галошами. Кроме того для защиты от намокания используется резиновая подошва, а также валенки с пришивной на клею подошвой и литой подошвой.

## История

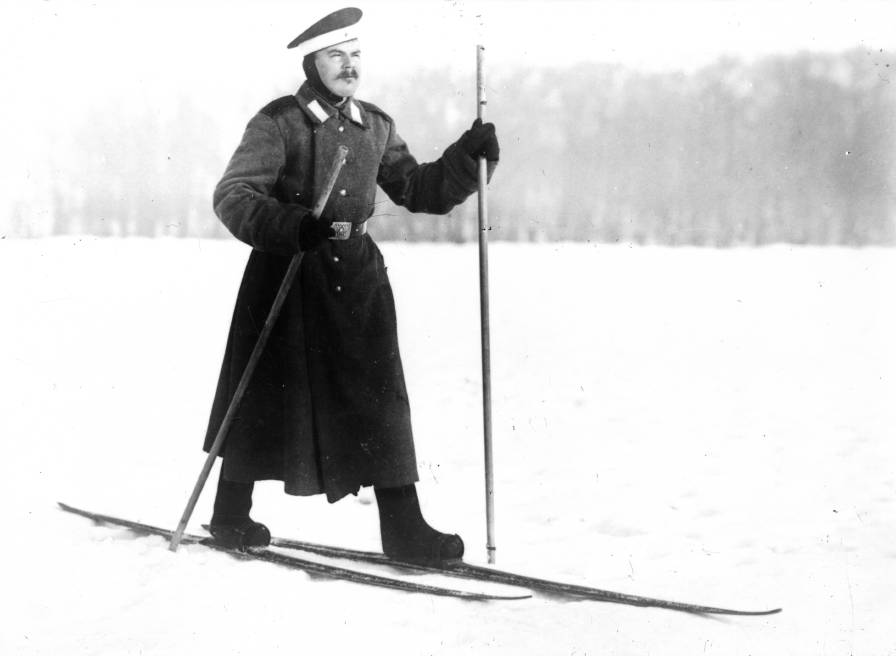
Русский солдат царского времени на лыжах и в валенках

Прообразом валенок были традиционные войлочные сапоги кочевников Евразии. Также весьма близки к валенкам меховые сапоги финно-угорских народов Крайнего Севера — пимы.
На Русь валенки стали проникать в период Золотой Орды, через тюркские и монгольские народы. У части из них обувь делалась в виде тёплых войлочных чулок, поверх которых надевали сапоги. У казахов, например, такие плотные войлочные чулки называются байпаками. В России же валенки приобрели широкое распространение лишь в первой половине XIX века, когда их начали изготовлять промышленным способом. До этого они были достаточно дороги и их могли себе позволить только довольно зажиточные люди.
До революции 1917-го года производство валенок было сосредоточено в Калязинском уезде Тверской губернии, в Семёновском уезде Нижегородской губернии, в Кинешемском уезде Костромской губернии и в селе Кукмор Казанской губернии. В 1900 году на сапого-валяльных фабриках России было произведено 1,4 млн пар валенок на сумму 2,1 млн рублей. В 1900 году пара валенок стоила 1,5 рубля, в 1912 году — 2 рубля, в конце 1916 года спекулятивная цена доходила до 12-18 рублей за пару.
Ярославская губерния с середины XVIII века стала центром валяльного промысла, что было обусловлено расцветом местного овцеводства. Шерсть романовской породы овец считается лучшим сырьём для производства валенок, так как отличается высокой «валкоспособностью». До сих пор действует Ярославская фабрика валяной обуви, основанная в 1904 году как сапоговаляльный завод И. С. Кашина.
Валенки стали менее популярны во второй половине XX века по мере распространения более лёгкой и влагостойкой обуви. Ныне валенки ассоциируются с традиционным деревенским стилем одежды. В советской и постсоветской России вплоть до конца 1990-х гг. валенки являлись частью зимней форменной одежды постовых милиционеров.

## Музеи и рекорды

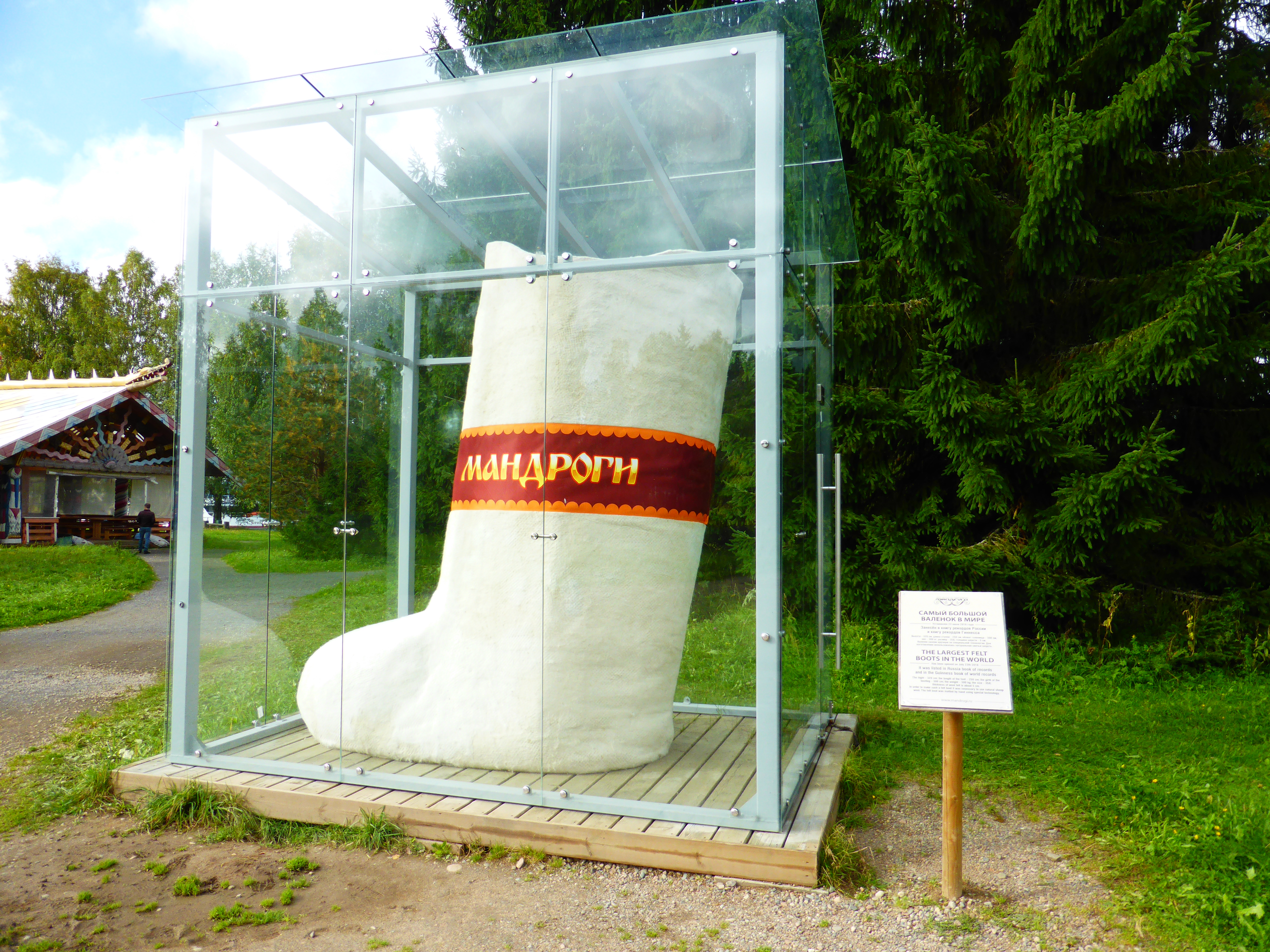
Гигантские валенки в Верхних Мандрогах

В 2000 году в городе Мышкин Ярославской области открылся музей «Русские валенки». Затем аналогичные музеи появились в Вышнем Волочке и ряде других городов России. В 2001 году в Москве был основан музей с таким же названием — «Русские валенки», а в 2012 году открылся музей валенок в Кинешме.
В «Книге рекордов России» с 2012 года зафиксирован рекорд, установленный главным экспертом «Книги рекордов России» Анатолием Коненко и жителем Кинешмы Валерием Соколовым, каждый из которых изготовил методом мокрого валяния самые маленькие валенки с размером ступни 0,9 мм.
В 2019 году созданный в Санкт-Петербурге петербургской художницей Валерией Лошак валенок попал в «Книгу рекордов Гиннесса — 2019», заняв место в каталоге «Рекорды Гиннесса 2019» как самый большой в мире валенок. Ради него в каталоге была открыта специальная категория «Валяная шерстяная обувь». На изготовление валенка 360-го размера ушло более 400 кг шерсти. Высота валенка 3 м. Изготовлен традиционным методом мокрого валяния в 2016 году. 2,5 года ушло на то, чтобы объяснить представителям комиссии «Книги рекордов Гиннесса», что валенок является не носком, а зимней обувью. В настоящее время находится в постоянной экспозиции в туристической деревне Верхние Мандроги Подпорожского района Ленинградской области.

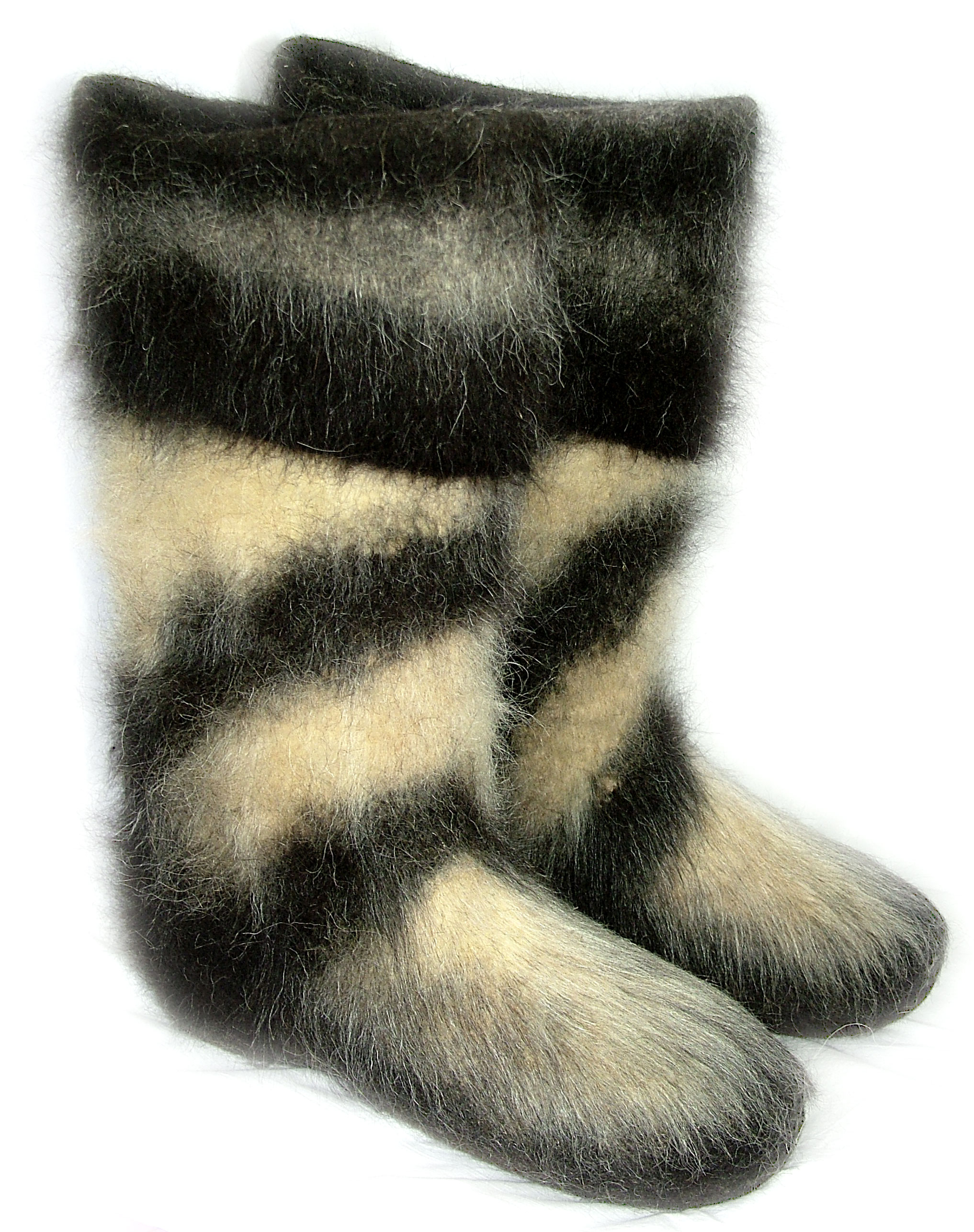
Мужские двойные верблюжьи валенки
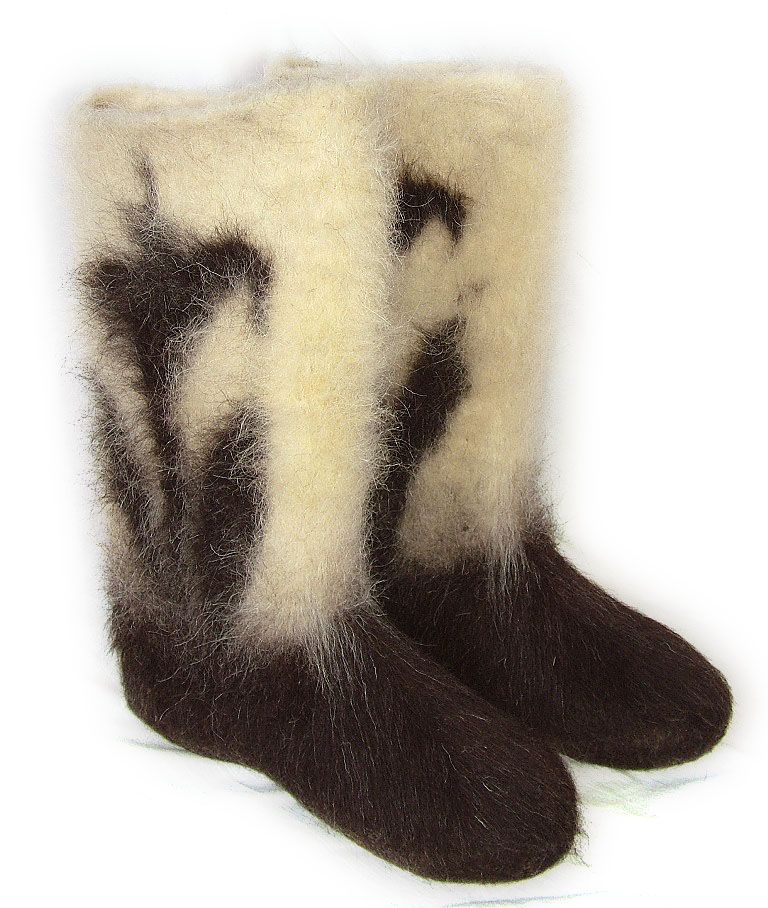
Женские верблюжьи валенки с узором
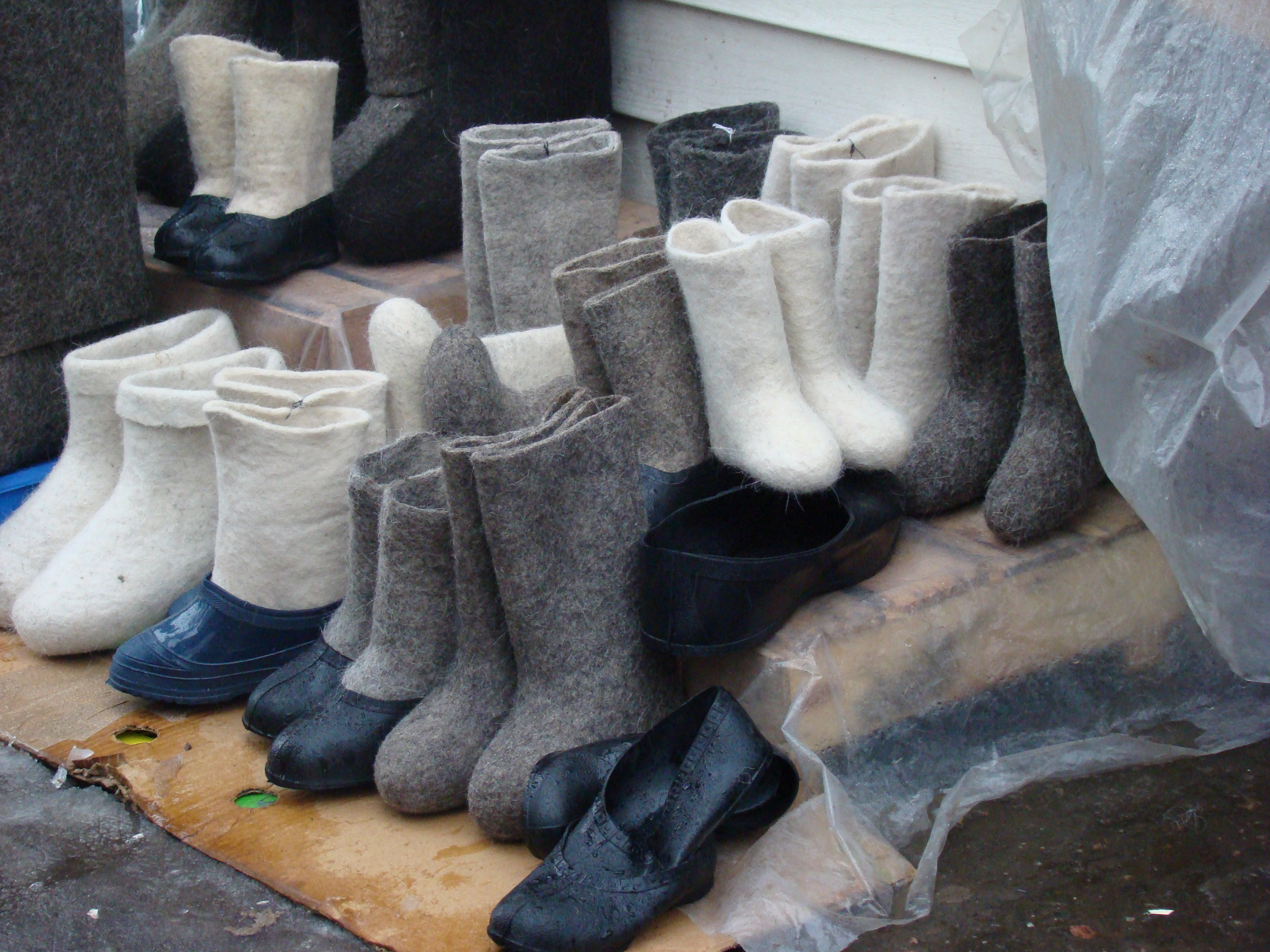
Валенки разного размера и цвета, и с надетыми галошами